# Jehova tanúinak története
Ez a cikk a Jehova Tanúinak a nemzetközi történetével foglalkozik.
A közösség magyarországi történetéhez lásd a Magyarországi Jehova Tanúi Egyház cikket.

## Kronológia
- 1877: Megjelenik Nelson H. Barbour és Russell A három világ és ennek a világnak az aratása című könyve. Ebben olyan gondolatokat fogalmaztak meg, amelyek a közösség tanításai maradtak a következő 40 évben, és amelyek közül sokat még ma is magukévá tesznek a Jehova Tanúi. Azonosítottak egy 2520 éves korszakot "a pogány idők" néven, amely 1914-ben ér véget és egyben szakítottak az adventizmus tanításaival. Azt jósolják továbbá, hogy az "élő szentek" 1878-ban mennek fel a mennybe.[1]

### Russell vezetése alatt
- 1878-79: Russell elvi viták miatt szakít Barbourral.
- 1879: Russell megkezdi az Őrtorony (Watch Tower) folyóirat kiadását.[2]
- 1881:	Megalakul a Őrtorony Biblia és Traktátus Társulat.
- 1884: Jogilag bejegyzik a Őrtorony Biblia és Traktátus Társulatot, amelynek Russell lesz az elnöke.
- 1886: Megjelenik Russell hat kötete közül az első, a teológiáról és a próféciáról: Bibliai tanulmányok (Studies in the Scriptures), 1. kötet: A Korszakok terve [2] (The Divine Plan of the Ages) című 424 oldalas könyv.

Russell követői úgy hiszik, hogy Jézus 1874-ben láthatatlanul tért vissza a Földre, majd 1878-ban Isten Királysága megkezdődött a mennyben.
- 1889: A növekvő közösség megtartja az első kongresszusát Alleghenyben, Pennsylvaniában.[1]
- 1891: Russell először utazik Európába, hogy találkozzon a publikációinak olvasóival és közösségbe szervezze őket.[1]
- 1894: Russell létrehozza a „zarándok” programot   [1]
- 1897: Russell felesége kilép a közösségből a tanviták és a kettejük közötti viták miatt.[1]
- 1900: Megnyílik aZ Őrtorony Társulat első külföldi kirendeltsége Londonban.[1]
- 1902: Megnyílik a Társulat irodája Németországban.[1]
- 1903: Fiókirodát nyitnak Ausztráliában.[1]
- 1904: Megjelenik a Bibliai tanulmányok hatodik kötete.

Russell prédikációi kezdenek megjelenni az újságokban.
- 1909 Russell áthelyezi a székhelyét, beleértve az irodákat is, a New York állambeli Brooklynba.[1]
- 1909:	Az első közösségszakadás: a Szabad Bibliakutatók (Free Bible Students) szakadása
- 1914: Megalakul a Nemzetközi Bibliakutatók Szövetsége (Nagy-Britannia).

Russell prédikációi 2000 újságban jelennek meg.
- 1915: Nyilvánvalóvá válik, hogy a „vég ideje” nem ér véget az 1914/1915-ös „világforradalomban” és a földi paradicsom sem kezdődik meg, ahogy Russell korábban jósolta. Sokan elhagyják a közösséget és a Russell prédikációit nyomtató újságok száma is megcsappan.[1]
- 1916 október: Russell meghal.

### Rutherford vezetése alatt
- 1917: Joseph F. Rutherford lesz a vezető.

Rutherford bejelenti a A beteljesült titok  (The Finished Mystery) című könyv megjelenését, amely a Jelenések és Ezékiel könyveinek próféciáival foglalkozik, és Russell írásain alapul.
A második nagy közösségszakadás, újabb „Bibliakutató” közösségek alakulnak. A Laikus Házi Missziós Mozgalom néven ismertté vált csoport kiválása.
- 1918: Rutherford prédikációja, a Milliók élnek most akik már nem fognak meghalni (Millions Now Living May Never Die).[1]

Az amerikai főügyész elfogatóparancsot ad ki Rutherford és hét másik Őrtorony-vezető ellen, és a kémtörvény szerinti lázadás vádjával az atlantai büntetés-végrehajtási intézetbe zárják őket.
- 1919: Óvadék ellenében szabadlábra helyezik Rutherfordékat és 1920 májusában minden vádat ejtenek ellenük.[4]

Rutherford az egyházakat okolja bebörtönzéséért, hogy üldözési hullámot indítottak ellenük.
- 1920: Az Őrtorony megkezdi nyomtatási tevékenységét Brooklynban. Megjelenik Rutherford Milliók élnek most akik már nem fognak meghalni (Millions Now Living May Never Die) című könyve.[1]
- 1925: Az a tan, hogy 1914-ben felállították Isten Királyságát a közösség hivatalos igazsága lesz.[1]
- 1931: A harmadik nagyobb szakadás.

A közösség felveszi a Jehova Tanúi nevet. A háztól házig járó "tanúk" száma közel 50 ezer fő.
- 1933-1945: Németországban betiltják a közösség tevékenységét. Ettől kissé eltérő különböző időszakokra kb. negyven másik ország is betiltja őket.[1]
- 1942:	Rutherford meghal. Nathan Homer Knorr (1905-1977) lesz az Őrtorony Társulat elnöke.

### N. H. Knorr vezetése alatt
- 1942: Az Őrtorony egyértelműen az „ez a nemzedék” kifejezést 1914-hez köti, kijelentve: „Jézus 1914 óta korunk eseményeire mutatva azt mondta… „Bizony mondom nektek: ez a nemzedék nem múlik el, amíg minden be nem teljesedik." [5]
- 1943: Megalakul a Gileád (missziós) Bibliaiskola, a globális prédikálási tevékenységek kiterjesztésére.[6]

1943-1944: Bevezetik a gyülekezeti képzést a szervezet hatékonyságának növelése érdekében.
- 1945 Az az értelmezés, hogy a teremtés mindegyik napja 7000 év hosszú volt, megjelenik az Őrtoronyban.[7] Ez a tan egyben azt jelenti, Ádám és Éva teremtése után 6000 évvel fog megtörténni az Armageddon és a földi paradicsom eljövetele. Ádám teremtését Kr.e. 4026-ra számolva ez az 1970-es évekre utal.[8]
- 1950:	Elkezdődik a Szentírás új világ fordítása (befejezve 1961-ben).
- 1953: A Tanúk (hívők) száma meghaladja az 500 ezret.[1]
- Megújult a hangsúly a házról házra végzett szolgálat képzésére.
- 1958-ban több mint 253 ezer Tanú gyűlik össze két New York-i helyszínen, a Yankee Stadionban és a Polo Grounds-ban, egy nyolcnapos kongresszusra, és több mint 7000-en keresztelkedtek meg.[9]

További nagy kongresszusokat tartanak az Egyesült Államokban, Kanadában és Németországban.
- 1961: Az Ébredjetek! folyóirat megerősíti, hogy Armageddon a 20. században fog eljönni.[10]
- 1963: A Tanúk (hívők) száma meghaladja az 1 millió főt.[1]
- 1966:	A Life Everlasting… (Örökké élhetsz) című könyv 1975 körülre teszi az Armageddon lehetséges dátumát.[1][11]
- 1971-1972: A szervezet publikációi a következőképpen hivatkoznak a Tanúk munkájára: A világtörténelem legkiterjedtebb prédikációs kampánya.[12]
- 1973: A Brooklyntól északnyugatra található Wallkillben új Őrtorony-nyomda kezdi meg a működését, és végül felváltja a brooklyni nyomtatást.
- 1974: A Tanúk (hívők) száma meghaladja a kétmillió főt.[1]
- 1975-1976: A vezető testület arra kényszeríti Knorrt és Franzt, hogy megosszák a hatalmat.[1]
- 1950-es → 1970-es évek: Az Egyesült Államokban, Nagy-Britanniában és több európai országban felnőtt férfi Tanúkat börtönöznek be a katonai szolgálat megtagadása miatt a háború utáni években, Portugáliában, Spanyolországban, Olaszországban, Görögországban, Kelet-Németországban és Romániában pedig különösen kemény bánásmódban részesülnek. 1967 és 1975 között számos afrikai országban megindul a Tanúk széles körű üldözése.[9]

### 1976-tól napjainkig
- 1976: Az Őrtorony példányszáma meghaladja a 10 millió példányt, de azután csökken az 1970-es évek közepére vonatkozó téves előrejelzések miatt.[1]

A közösség vezetői struktúráját újjászervezik, az elnökség hatalmát a Jehova Tanúi Vezető Testületére, egy vénekből álló tanácsra ruházzák át.
- 1977: Knorr halála után Frederick William Franz lesz a Pennsylvaniai Őrtorony Társulat elnöke.
- 1977-1980: A Tanúk száma csökken az 1970-es évek közepére vonatkozó téves próféciák miatt, de 1980-ban visszanyerik korábbi taglétszámukat.[1] „Tanúskodó” hívők a londoni British Museum közelében

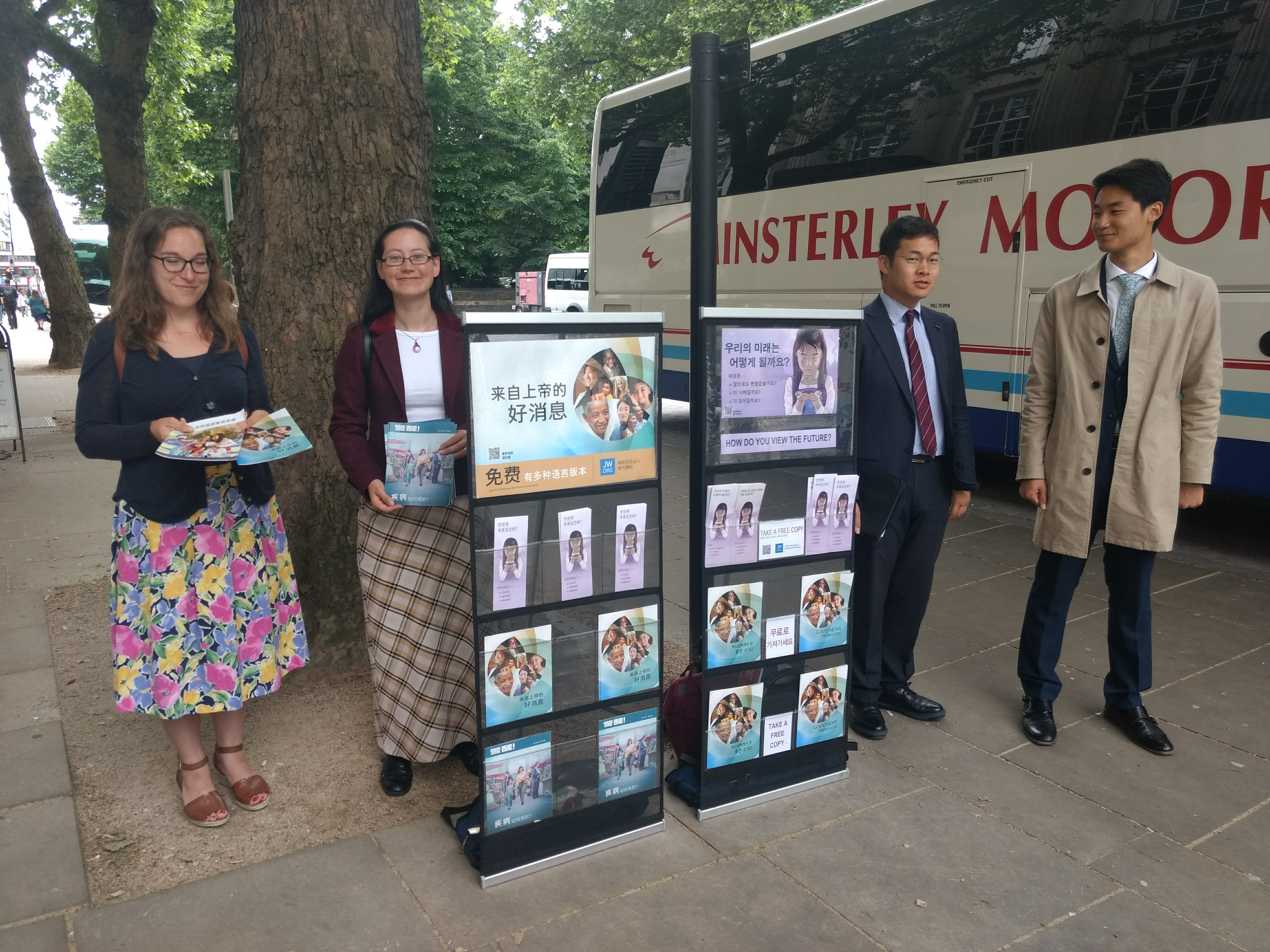
„Tanúskodó” hívők a londoni British Museum közelében

- 1984: Az Őrtorony így jellemzi a Tanúk prédikálótevékenységét: A legkiterjedtebb prédikálótevékenység, amelyet valaha is végeztek ezen Földön. [14]
- 1985: A Tanúk (hívők) száma meghaladja a hárommillió főt.[1]
- 1990: A Tanúk (hívők) száma meghaladja a négymillió főt.[1]
- 1991 Az Őrtorony példányszáma eléri a 15 millió példányt.[1]
- 1992: Milton G. Henschel követi F. W. Franzt a Pennsylvaniai Őrtorony Társaság elnöki posztján.
- 2000: Don A. Adams váltja Henschelt az elnöki poszton.
- 2008: A Tanúk (hívők) száma meghaladja a hétmillió főt.[1]
- 2014: Don A. Adams halála után a magyar származású Robert Ciranko lesz az Őrtorony Társaság elnöke.
- 2016: A Tanúk (hívők) száma meghaladja a nyolcmillió főt.[1]

Elkészül a szervezet új világközpontja a New York állambeli Warwickban.

## Alapítás

### Előzmények
Az 1800-as évek elején Amerikában különféle vallási mozgalmak indultak, prédikátorok léptek fel, mint pl. William Miller (→ millerita mozgalom) és gyülekezeteket hoztak létre. A végidő-váró elképzelések legtöbbje pontos évszámot jósló doktrínával is rendelkezett. 1844. évben sem következett be Krisztus Második Eljövetele, így zűrzavar, a nagy kiábrándulás következett be. Pittsburghben olyan szónokok próbálták megmenteni a helyzetet, mint Jonas Wendell, George Stetson és George Storrs.
Az 1870-es évek elején a pittsburghi gyülekezet elszakadt az adventizmus mozgalmához tartozó Advent Christian Churchtől, amely újabb zűrzavaros időszakot hozott. Wendell új dátumot jelölt meg: 1874-et. Hamarosan több önjelölt Biblia-szakértő emelkedett ki, köztük a toupsvillei Nelson H. Barbour, az alleghenyi Charles Taze Russell; ezek több rajongót és támogatót szereztek maguknak, mint például William H. Conleyt – a vagyonos üzletembert. Megindult a Bibliakutató mozgalom, Russellék három, Conley és felesége két Biblia-olvasó kört vezetett 1870 és 1875 között.

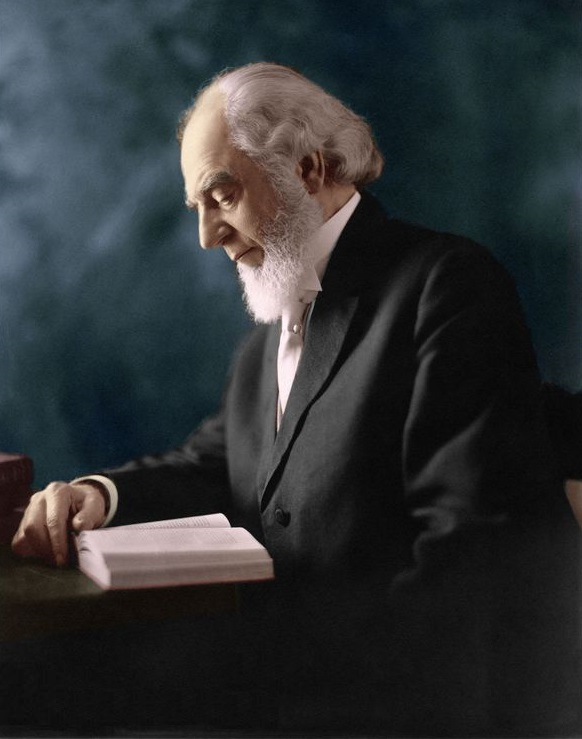
Charles Taze Russell 1911-ben

Russellék és Conley kiadták a Food For Thinking Christians című magazint Pittsburghben. Közben Nelson H. Barbour a Herald of the Morning vallásos folyóiratot adta ki Philadelphiában. Ezeknek célja az emberek az adventista-millerita-jellegű Biblia-olvasó istenhitekhez visszacsábítása volt.
1876-ban -miután Russell Wendell-től átvett 1874-re vonatkozó jóslata nem teljesült- Barbour és Russell találkoztak és megosztották egymással nézeteiket. Russell felvilágosítást adott Krisztus Második Eljövetele természetét illetőleg, a Váltságáldozat értékéről, a keresztény hitvallásban megbúvó hibákról. Barbour felvilágosítást adott a bibliai és prófétai kronológiát illetően, hogy a betakarítás (az Istenhez hű emberek kiválogatása) elkezdődött, Krisztus visszatérése közel: 1878-ban lesz, amikor Átváltozás ideje lesz az igazságosok számára.
Russell anyagilag is támogatta Barbourt, eladta öt üzletét Jézus eljövetelére felkészülve; közös cikkeket, Barbour és Russell saját könyveiket jelentették meg. Megpróbálta kétszer is összehívni a város összes vallási vezetőjét, hogy meggyőzze őket tantételeiről, de maradéktalanul elutasították. Azonban 1878-ban sem történt meg az Átváltozás. Russell ezt úgy magyarázta, hogy Jézus láthatatlan szellemként tért vissza, amit Barbour nem tudott elfogadni, ő az időpont kiszámításának módjában kereste a hibát. Korábbi hittársuk, John H. Paton a háromságban hitt és egy új sajátos magyarázatot kezdett képviselni. Nézeteikről a Herald of the Morning hasábjain vitáztak; majd végleg szakítottak egymással, Russell megvonta anyagi támogatását is.
1879-ben Russell saját újságot indított Zion's Watch Tower and Herald of Christ's Presence címmel. Új magazinjában kritizálta Barbour elképzeléseit, elutasította azokat a dogmákat, amelyek korábban összekötötték őket. 1880-ban Tabernacle Shadows of the Better Sacrifices könyvét is kiadta, melynek célja Barbour nézeteinek tételes kritizálása volt.

### A szervezet indulása
Russellék és Conley megalakította a Watch Tower Bible and Tract Society of Pennsylvania részvény alapú társaságot 1881-ben. Elnöke William H. Conly(kb. 350 db. részvény), alelnöke Joseph Lytel Russell(kb. 100 db. részvény), titkára és pénzügyi szakértője Charles Taze Russell(kb. 50 db. részvény) lett. Azzal a céllal tették ezt, hogy a Társolaton keresztül adják ki irodalmaikat annak felelősségére.
Conley, mivel a közös újságjuk nem váltotta be a hozzáfűzött reményeket, Russell jóslatai nem teljesültek, és talán nem értett egyet a doktrínák változtatásával sem, 1882-ben újragondolta a tantételekbe vetett hitet és kivonta támogatását. – egyesek szerint ezt a betegsége és üzleti elfoglaltsága miatt tette. A növekedés lelassult, Conley neve ezután nem szerepelt többé a kiadványokban.
1884-ben Charles Taze Russell a Szervezet elnöke lett; egyes források szerint: úgy távolította el Conleyt az elnöki székből, hogy a társaságot felszámoltatta és újraalapította magát megtéve elnöknek.

## Russell elnöksége
Miután megszerezte az elnökséget, szervezeti reformokat eszközölt és a közösség növekedésnek indult. Az Őr Torony folyóiratban időről időre jelentette be a szervezeti és doktrínabeli változásokat. A Társulaton keresztül Bibliákat, traktátusokat, doktrínákról szóló tanulmányokat adatott ki, melyeket a helyi nyomdákban nyomtattatott és köttetett.
A terjesztést a colporteur-ök, azaz a házalók (ma hírnököknek nevezik) végezték világszerte. A gyülekezetek vezetőit demokratikus választással a gyülekezet nevezte ki, a Szervezet lelki vezetőjét, a Pásztort a gyülekezetek évenként választották. Russellt minden évben teljes egyetértéssel – már csak a hagyományokat követve is – megválasztották.
A gyülekezetek egyre nehezebben viselték az egyre gyakrabban rájuk kényszerített doktrínaváltozásokat. 1894-ben a gyülekezetek háromnegyede elszakadt Russelltől.
1903-tól Russell írott prédikációit kezdték kiadni, ami meghozta számára a világsikert. Kb. 10 000 aktív hívő követte őt.
A legtöbb keresztény egyház eretneknek nyilvánította, de népszerűsége a kritikusok számával együtt növekedett. Kijelölt utódja az angliai fiókhivatal elnöke, Jesse Hemery volt.

## Rutherford elnöksége
1916-ban, Russell halála után tanácstalanság uralkodott, többen is törtek a szervezet élére, melyből hosszú viták után a jogi végzettségű Joseph Franklin Rutherford (bece nevén: Rutherford bíra) emelkedett ki. Sokan elhagyták a Társulatot – mivel ellenezték Rutherford személyét, vagy mert kimaradtak az új vezetésből. Ő kemény kézzel irányította a híveket, nagyon sok változást eszközölt a doktrínákban és a szervezet működését illetően.
Nem ünnepelték meg többé a Karácsonyt, születésnapokat, elvetették a keresztet; személyi kultusz helyett a híveknek a Szervezethez kellett hűségesnek lenni.
Nagy jelentőségűvé vált az üldöztetés fogalma a doktrínákban. Ennek alapját a Németországbeli kegyetlen náci üldöztetés (holokauszt), a fegyvert nem fogás miatti bebörtönzés, a zászló előtti nem tisztelgés miatti vélt vagy valós üldöztetés. – mindezek sokakban szolidaritás érzését keltették Jehova Tanúi iránt.
Ő vezette be a bétel elnevezést, amikor San Diegóban házat építtetett az Armageddon előtt feltámadó prófétáknak és véneknek. Erőteljes prédikáló tevékenységre vette rá a követőit – ma erről ismerik fel Jehova Tanúit.
Jelentős dátumnak jelölte meg az 1918-, 1920- és 1925-ös éveket a Királyság kronológiájában, de elmaradt Jézus Földre jövetele.
1928-ban nagyobb doktrína-változást eszközölt; 1930-ban teljesen elvetette a Russell kronológiáját. – ez azt eredményezte, hogy a gyülekezetek ellene fordultak (egyes források szerint, a hívők 80%-a lépett ki).
1931-ben az Ohiobeli Columbus város gyülekezetében jelentette be új elnevezésüket: Jehova Tanúi. Ebben az évben indította el az Aranykor(később: Ébredjetek!) folyóiratot. 1935-től a hívők két osztályáról beszélt: a 144 000 Mennybe menőkről és a nagy sokaságról, azaz a földi reménységű követőiről. A második világháború kitörésekor arról számolt be az Őrtorony, hogy az már az Armageddon kezdete.
1938-ra minden önrendelkezést elvett a gyülekezetektől; a háború idejére már teljesen központi irányítás alá kerültek. 1942. január 8-án elhalálozott, rengeteg publikációt hagyva a 100 000-es lélekszámú Szervezetre.

## A Jehova Tanúi holokausztja Németországban

### Előzmények
Jehova tanúi a világon mindenhol egyformán ragaszkodnak a Vezető Testületük által meghatározott Biblián alapuló elveikhez. Úgy hiszik, hogy ezek elvetésével kiesnek az Istenük, Jehova kegyeiből. Több szokásuk ellenérzéseket keltett velük szemben:
- A Katolikus és Református egyházak fő vonalától eltérő hittételeik miatt (pl.: homoiuzion) eretnekeknek deklarálták őket;
- Misszionárius és prédikáló tevékenységük miatt a lakosság zaklatva érezte magát tőlük;
- Épületeik nem tetszettek a lakosságnak, közelükben megnövekedett a forgalom;
- Kommunistáknak tartották őket, a Szovjetunióban pedig amerikai kémeknek, így a legtöbb állam nemkívánatos személyeknek találta őket, sehol nem leltek támogatásra;
- Jehova tanúi azt hirdetik, hogy a világ a Sátán kezében van és el fognak pusztulni az országok, sajátjukon kívüli más vallások és csak Isten Királysága marad meg;
- Jehova tanúi ragaszkodnak politikai semlegességükhöz, nem voltak náci-ellenesek, de nem voltak hajlandók a párt
- Konvencionális erkölcsi nézeteik nem illettek bele a Birodalmi Németország emberképébe;
- Csak Istennek tisztelegnek, így elutasították a Heil Hitler üdvözlést;
- Nem vállaltak katonai szolgálatot, hadi termeléssel kapcsolatos munkákat;

Jehova tanúi szerint, az I. világháború során elveszítették az emberek a bizalmukat az egyházakban, így ragadhatta magukkal őket Hitler propagandája. Már 1924-ben az egyik  folyóiratukban a Biblia kutatók figyelmeztettek a nácizmus veszélyeire. 1930-as évekre Németországban 25-30 ezer tanú élt, ami a lakosságának a 0,38%-a. A Biblia kutatók jól szervezett gyülekezetekkel rendelkeztek Németországban, nyomdák is működtek. Hitler hatalomra jutása előtt is gyakran zaklatták őket a Náci Párt tagjai, de ezek ellen nem léptek föl komolyan, mert a fenti okok miatt Jehova tanúinak nem volt társadalmi támogatottságuk; sokan egyetértettek az üldözésükkel, ha a módszerrel nem is.

### AHolokauszthozvezető események
1933-ban Magdelburgban levő központjukban havi 1 milliós példányszámban állították elő az Aranykort, amelyben teológiai kérdéseket tárgyaltak. Dr. Detlef Garbe történész szerint, a német vezetést komolyan aggasztotta, hogy ilyen nagy mennyiségű, a német háborús célokat nem szolgáló újság van forgalomban, a tagok pedig nyíltan szembeszegülnek az állam akaratának. Vádolták őket, hogy hazafiatlanok, kommunisták, zsidókkal világuralomra törve szövetkeztek. A bibliakutatók a hitükre hivatkozva nem voltak hajlandók belépni a Német Nemzeti Munka Frontba – kereskedelmi és gazdasági szövetség – sem nem adtak adományokat a Náci Jóléti Gyűjtésbe, nem mentek a náci gyűlésekre, nem szalutáltak a gyermekeik az iskolában az órák előtt,
1933. január 30-án Hitler kancellár lett és a Reichstag, a német országház titokzatos leégése után statáriumot hirdetett, ezzel kezdődött a diktatúra. Így lehetővé vált, hogy azok a személyek akik nem szolgálják Hitler érdekeit börtönbe kerüljenek.
1933. április 25-én a Biblia Kutatók Társaságának működését betiltották. Több más civil szervezet is hasonló sorsra jutott, de Jehova tanúi továbbfolytatták működésüket – földalatti, illegális mozgalomként kitéve magukat a bebörtönzés veszélyének.
1933. május 3-án Poroszországban – a Német Birodalom egyik önálló közigazgatású tartományában – a Biblia-kutatókat felmentették a vádak alól (kommunista, amerikai kémek, akik aláássák a német harci morált stb. …) és újból engedélyezték működésüket. (Karl Barth svájci teológus úgy nyilatkozott, hogy Jehova tanúit a kommunistákhoz kötni csak félreértésből adódhatott.) Ezzel Jehova tanúi új erőre kaptak és felvilágosító kampányt indítottak a bírósági határozattal a kezükben, hogy a többi tartományában is engedélyezzék működésüket, de eredménytelenül. Soha nem próbáltak engedményeket tenni, hogy Hitler kegyét elnyerjék és folytatódhasson a prédikálás – ezért gyakran kritizálják őket.
1933. június 27-én Hitler határozott utasítására és a történelmi egyházak indítványozására, véglegesen betiltották működésüket a Harmadik Birodalom egész területén. 28-án Hitler pártrendőrsége, a Barna-ingesek elfoglalták és ellenőrzésük alá vonták az utolsó központi épületüket, a Biblia-házat is; nem volt szabad többé imádkozni, Bibliát olvasni ott, összejöveteleket tartani, vagy prédikálni az Isten országáról. 1933. augusztus 21-24 napokon a Biblia-házból mindent kihordtak és elégettek, miután nem találtak politikailag terhelő dokumentumokat. Az egyház tagjai azonban nem szüntették be tevékenységüket továbbra sem, így fokozódtak a bebörtönzések. Néhány más egyház lelkipásztora is segítségükre sietett azzal, hogy búvóhelyet adott nekik.
1934-re megérettnek látta a Vezető Testület, hogy Jehova tanúi világméretű közösségének minden tagja pontosan tudja meg, hogy Németországban milyen igazságtalanságok történnek a vallási és etnikai kisebbségekkel, köztük hittestvéreikkel. Egy Németországból csempészett jelentés szerint kb. 4000 házkutatást folytattak le Bibliakutatók otthonaiban, kb. 1000 személyt tartóztattak le, amelyből 400 koncentrációs táborba került, kb. 200 egyéb súlyosabb bántalmazás történt, majdnem 800 gyermeket választottak el szüleiktől, hogy átneveljék őket. A legtöbben elveszítették munkahelyüket, bojkottálták üzleteiket, és nem kaphattak munkanélküli segélyt vagy nyugdíjat. Október 7-én világméretű összehangolt tiltakozást szerveztek, a biblia-kutató társulat tagjai táviratokat írtak Hitlernek, folyóiratokat osztogattak és ugyan abban az időpontban mindenhol összejöveteleket szerveztek. Az év végére szinte minden német börtönben volt legalább egy Jehova tanúja fogva tartva, de átlagosan 5-10%; koncentrációs táborokba elsősorban zsidókat hurcoltak el a nácik. Az első munkatáborokat is felállították ez év végére, melynek első lakói valószínűleg Jehova tanúi voltak, valamint politikai foglyokat kezdtek oda szállítani.
1935-re általánossá vált, hogy a börtönökből Jehova tanúit kegyetlen munkatáborokba irányították át. Időnként demonstrációkat tartottak számukra, hogy megtörjék őket. Azért döntöttek így a náci vezetők, mert a Bibliakutatók száma az üldözések ellenére még mindig emelkedett.
1936-ban egy alkalommal rövid idő alatt 200 000 röpiratot terjesztettek el a Watchtower Társulat németországi tagjai, melyben a lutherni határozatot (Hitler utasítása Jehova tanúinak kiirtására) és Jehova tanúinak bántalmazásának konkrét eseteit tárgyalták. Ennek az volt a célja, hogy a lakosságnak megmutassák a rideg valóságot. Az egész világ Biblia-kutató közösségének összefogására volt szükség ezekhez a kampányokhoz. Georg Knoe gramofonokat készített, melyeken prédikációk voltak hallhatók; hasonlóakat készítettek Ausztriában is, amelyeket jól szervezett csempész-útvonalakon juttattak el a lakossághoz, hogy azokat semlegességükről biztosítsák és teológiai hitnézetüket az armageddonról terjesszék. Aranykor c. folyóiratok csempészésében magas rangú személyek is részt vettek; egy-egy példányt még Himmler háziorvosa, Dr. Kersten is becsempészett fogolytáborokba Svájcból és Ausztriából.

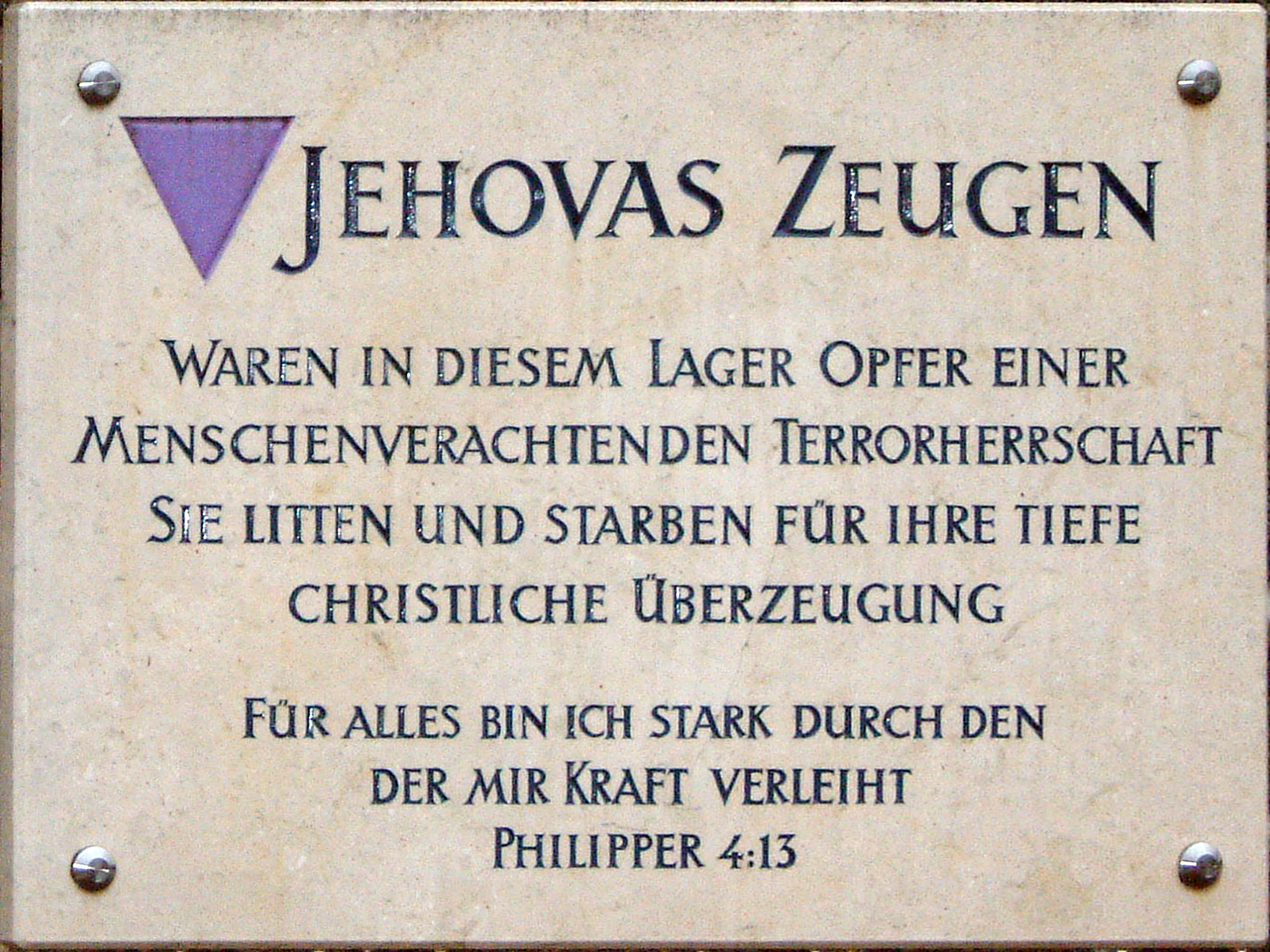
Emléktábla a Jehova Tanúi áldozatainak az ausztriai Mauthausen-Gusen egykori koncentrációs táborban.
"A tábor áldozatai mély keresztény meggyőződésük miatt szenvedtek és haltak meg."
Filippi 4:13: "Mindenre van erőm Krisztusban, aki megerősít engem."

1937-ben a koncentrációs táborokban újabb jelzést vezettek be a foglyok azonosítására: a lila háromszöget. Ez volt Jehova tanúinak, biblia-kutatóknak a jelzése. Olyan jó volt a csempész-útvonal, hogy Németországban is elterjedt a Biblia-kutatók új könyve, a „Keresztes hadjárat a kereszténység ellen”(német, francia, lengyel nyelveken), amelyet Thomas Mann is nagy tisztelettel méltatott. Részletes információkat tartalmazott számos koncentrációs táborról és az ott uralkodó helyzetről. Rutherford, a Bibliakutatók amerikai vezetője Amerikában a rádióban elítélő beszédet mondott a tanúk bántalmazásáról.
1938. november 10-i kristályéjszakával megkezdődött a zsidók nyílt, teljes körű üldözése. Számos vallásvezető prédikációkat tartott, melyben támogatták a náci párt ezen lépését, de Jehova tanúi egyáltalán nem szóltak bele. – Egyes kritikusok szerint azzal, hogy a bibliakutatók nem tiltakoztak elég nyíltan ez ellen, tulajdonképpen hallgatólagos beleegyezésüket adták. Mások szerint ez a semlegességük újabb bizonyítéka, mivel szinte minden egyház támogatta Hitler törekvéseit. (pápai concordatum)

### A háború alatt
1939. szeptember 1. napjával kitört a háború; hamarosan általános hadkötelezettség volt érvényben. A Biblia-kutatók megtagadták a katonai szolgálatot tovább feszítve a kiélezett viszonyt a náci hatalommal – Jehova Tanúi kiadványa szerint egy tanú volt az első, akit ilyen ok miatt kivégeztek Németországban.
1939–1941 között Saxenhausenben különösen kegyetlenül próbálták megtörni az egyház tagjait, az itt fogva tartottak közül minden 3. Jehova tanúja meghalt. Közben a lakosságot megfélemlítésben tartotta a náci hatalom, előfordult, hogy a bíró fegyverrel fenyegette az egyház tagjait, hogy árulják el rejtőzködő testvéreiket.

### A Holokauszt megpróbáltatásai
A kezdeti időszakban szidalmazások és verések érték a tanúkat, mert nem köszöntek Heil Hitler! felkiáltással, csak úgy hogy Jó reggelt! vagy Jó napot! . Megzavarták összejöveteleiket. Nem kaphattak juttatásokat, mivel nem léptek be a pártba, nem mentek el az úgynevezett  „választásokra”, a felvonulásokra, aminek következtében elveszítették munkahelyüket. Az üldözések időszakában mint csoport könnyű célpontot jelentettek, mert hetente továbbra is találkoztak. Nem hagyták abba a prédikálást a háború utolsó napjáig sem. Volt olyan alkalom, amikor a titkosrendőrség 120 személyt tartóztatott le egyetlen rajtaütéssel. Két hölgy (Pötzinger asszony ötlete) kalapjavítással házalva prédikált; és hasonló ötletes megoldásokkal folytatták korábbi prédikálásukat. A táborokban elsősorban takarítási munkákat osztottak rájuk, mivel nem voltak hajlandóak háborús célokat szolgáló tevékenységek elvégzésére – még sebesültek kötözésére sem – és nem próbáltak megszökni, de nem féltek a lelkiismeretes fizikai munkától, így megbízható foglyoknak számítottak. A háború végére Otto Hartstag 30 börtönt és 3 koncentrációs tábort járt meg. Josef Niklasch egyik táborban egy hónap alatt 25 kilogrammot fogyott. Egyes táborokban levélben csak 3-4 sort lehetett írni a kint lévő családtagoknak és a cenzúra így pecsételte le: „A rab maradt aki volt, makacs Biblia-kutató”.
Annak, hogy ezek a szenvedések véget érjenek, egyetlen feltétele volt a Biblia-kutatók számára: írjanak alá egy nyilatkozatot, melyben megtagadják hitüket és a német államot ismerik el a legfőbb hatalomnak. Ők azonban erőt merítettek a miniatűr kiadású bibliákból és gyufás skatulya méretű Watch Tower által kiadott könyvekből, amelyeket könnyebb volt elrejteni. Különböző kínzásokat vetettek be, hogy a tanúkat rávegyék arra, hogy kövessenek el legalább valami apróságot, amit a hitük tagadna, hogy megtörjék őket (pl.: varrjanak ruhákat a katonáknak, mert ha nem teszik, akkor kint kell állniuk vizesen a fagyban 5 napig – senki nem engedelmeskedett). Kezüket hátrakötve függesztették fel őket oszlopra, vagy verték őket, hogy tagadják meg hitüket. Csak nagyon kevesen írták alá a nyilatkozatot az egyre fokozódó kegyetlenség ellenére. De Gaulle-nak, a francia ellenállás vezérének a 'felesége' német munkatáborba került; úgy beszél a Biblia-kutatókról, hogy azok akármilyen szánalmasan néztek ki, erősebbek voltak végső soron az SS-nél, mert nem tudták megtörni őket; a többi fogolynak faji alapon kellett a koncentrációs táborba kerülniük, míg ők tulajdonképpen maguk választották ezt – bármikor elmehettek volna egy aláírással. Vállalták a megpróbáltatást és a halált is a végsőkig. Annak ellenére, hogy megtiltották a foglyoknak, hogy Jehova tanúival beszéljenek, még keresztelés is volt titokban egyes táborokban. Buchenwaldi táborban titokban az SS orra előtt nyomdagépet szereltek össze és Svájcból, Ausztriából csempészett folyóiratokat másoltak és látták el a szabad hittestvéreiket és a környező börtönök tanúit. Egy ilyen táborban, Saxenhausenben született az a dal, amit a mai Jehova tanúi is énekelnek időnként az összejöveteleiken: „Előre tanúk!” (Pohl írta) címmel. A háború vége felé közeledve egy SS tiszt, Bennhardt azt az utasítást kapta, hogy végezze ki a felügyeletére bízott kb. 20 Biblia-kutatót, de elengedte őket; sőt 1945 után maga is Jehova tanúja lett. Táborok kiürítésekor sosem hagyták el a betegeiket, időseiket; segítették rab-társaikat hitnézettől függetlenül. A náci németek el akarták törölni bűntetteik nyomait, ezért sok zsidót és egyéb foglyot hajóra raktak, hogy azokat az angolok bombázzák le. A háború után, egy börtönben kivégzett Biblia-kutatóról nevezték el azt az utcát, amelyben a börtön állt: Emmy-Zehden-Weg.
Állásfoglalásuk példamutató volt erkölcsi tekintetben; kezdettől fogva nyíltan küzdöttek a nyomtatványaikban a szabad vallásgyakorlásért és a lelkiismereti alapon való fegyverfogás megtagadásáért. Jehova tanúi a német szellemi ellenállás egy szigetének bizonyult a náci propagandával és erőszakkal szemben. Kritizálták a Kormányuk bánásmódját a zsidókkal,  kommunistákkal, szociáldemokratákkal; elítélték Németország újrafegyverkezését, az iskolák nacionalizálását, a politika vallási ügyekbe való beleszólását.
Az őket ért szenvedéseket és halálos veszélyeket úgy tekintették, mint az Istennek végzett szolgálat része.
Áldozatok:
- kb. 10 000 Biblia-kutató volt egyszerre börtönben a kb. 25 000 fős közösségből.
- 2000-2500-an kerültek a Harmadik Birodalom koncentrációs táboraiba (körülbelül 1000-en közülük éhen, fagyástól, betegségtől, végkimerüléstől, erőszaktól halt meg):
  - 200-250 holland,
  - 200 osztrák,
  - 100 lengyel,
  - 10-50 magyar, belga, francia, cseh Biblia-kutató.
- az egyház kb. 250 német tagját kivégeztek.

Egyik magyar holokauszttúlélő Jehova Tanúja volt Szinger Ádám .
Egyfajta elégtételként; a háború után Jehova tanúi kongresszust tartottak a Zeppelin téren, ahol korábban Hitler szónokolt ellenük és más kisebbségek ellen.

## Nathan Homer Knorr elnöksége
Knorr 1942. január 13-ától lett a Watch Tower Bible and Tract Society of Pennsylvania és Jehova Tanúi (International Bible Students Association) elnöke.
Elindította 1942-ben a Advanced Course in Theocratic Ministryt (Teokratikus Iskola); 1943-ban útjára indította a misszionárius-képző Gileád Iskolát.
A doktrínák változásai lelassultak; a vérátömlesztést tiltani kezdték, úgy vélték, hogy a próféták nem fognak Armageddon előtt feltámadni – így 1948-ban eladták a nekik szánt Beth Sarim épületet.
Nagy növekedést ért el; 25 területi fiókhivatal száma 30 év alatt 97-re emelkedett a holokauszt ellenére. De ő közösítette ki Jesse Hemeryt
A vezetésben – felelősségek hárítása, az egyszemélyű hatalom csökkenése – nagyobb átalakítások történtek. A gyülekezeteket 1972-től nem egy vén, hanem egy testület vezette – bár ezt Knorr nem támogatta. Elindította a Organized to Do Jehovah's Will kiadvány elődjét, mely a szervezet működését írta le. Jehova Tanúi Vezető Testülete elnökét többé nem demokratikus választással, hanem a nevének ábécé szerinti sorrendjében körbeforgó rendszerben nevezték ki. 1975-ben Jehova Tanúi (International Bible Students Association) vezetését a Társulat Elnökéről (Knorr) a Vezető Testületre ruházta át. A következő évben a Vezető Testület bizottságokat alakított a kiadványok készítésének, a tanítás, személyi kérdések felügyeletére. Az ő idejében írták át a Bibliát, azóta ez az egyedül engedélyezett bibliafordítás, "A Szentírás Új Világ Fordítása" címmel.
Mivel a második világháborúnak vége lett és nem jött el a világvége (sokkal többen csatlakoztak a gyülekezetekhez, mint ahányan elmentek ekkor), elnökhelyettese – Frederick William Franz – úgy jósolta, hogy 1975-ben jön el az Armageddon, ám ez nem következett be, így többen elhagyták a gyülekezetet.
1977. június 8-án halt meg.

## Jehova Tanúi a Szovjetunióban

### Előzmények
A cári Oroszország hivatalos vallása az ortodox volt, de számontartottak néhány megtűrt és több tiltott vallást is.
1917 után vallásellenes politika következett Oroszországban, Szovjetunióban.
Jehova Tanúi így nem tudtak teret nyerni, de több gyülekezet volt Ukrajna, Moldova területén.
1940-ben a Baltikumot és Moldovát a Szovjetunióhoz csatolták. A titkosrendőrség és besúgóhálózat folyamatosan megfigyelte a szekták tevékenységét.
A második világháború után sok orosz katona tért vissza a náci fogolytáborokból újonnan keresztelt Jehova tanújaként. Azonban Sztálin Szovjetuniója csak a Marxista, Leninista filozófiát ismerte el egy igaz tannak; minden mást üldöztetett. Lerombolták vagy kisajátították a templomokat, látszólag vallásszabadságot hirdettek, de minden egyházi csoportot üldöztek.
Jehova tanúi prédikálását a vezetőik felkutatásával és letartóztatásával kívánták megszüntetni; sokakat bebörtönöztek és megkínoztak közülük, hogy elárulják vezetőiket, kiadványforrásaikat.

### Üldöztetés kiteljesedése
1947-től némelyeket munkatáborba kényszerítettek, 1950-ben már általánossá vált a letartóztatás és bebörtönzés. 1048 tanút tartottak fogva. Azonban az időseket és a gyermekeket hazaengedték, akik tovább prédikáltak.
1951. február 19-én az Északi hadművelet nevű tervet, Abakumov  megoldási javaslatát a Jehova Tanúi problémára Sztálin jóváhagyta, mely szerint száműzik őket Szibériába. Ez volt az első eset, hogy Sztálin egy egész vallási csoportot, annak minden egyes tagját száműzésre ítélt.
Több esetben éjjel törtek rá családokra, felszólították őket, hogy szakítsanak meg minden kapcsolatot Jehova Tanúival, amennyiben ennek nem tettek eleget, teherautókkal a vonatállomásra, majd vagonokra rakták őket Szibéria felé.
Szibériában több vágány menti faluban rakták ki őket, ahol a helyi hatóságnak kellett róluk gondoskodni. Sátrakban, elhagyott épületekben – pl.: régi börtönépületben – helyezték el őket és fizikai munkákat bíztak rájuk. Télen a -40, -50 fokos hidegtől, nyáron a bogarak csípéseitől és a sártól szenvedtek a száműzöttek.
Bár tiltott volt, továbbra is összejöveteleket szerveztek titokban, prédikáltak a helybelieknek.
1953 nem hozott enyhülést az egyházaknak; tovább folytatódtak Jehova Tanúinak a letartóztatásai is és sokakat a száműzetésből is munkatáborokba irányították át.
Az éhezés, hideg és sokuknak a halála ellenére továbbra is másolták az Őrtorony kiadványt, megtartották összejöveteleiket.
Hruscsov keményen elítélte a vallásokat; átnevelő táborokat hoztak létre. Például, 1960-ban Szaranszkban. Mivel ezzel sem értek el eredményt, ezen (az átnevelő) táborokat 1961-ben feloszlatták.
1961-ben Gagarin űrrepülése után tömegesen jelentek meg a propaganda filmek a vallások ellen, arra hivatkozva, hogy az űrhajósok nem találkoztak Istennel utazásaik során.

### Enyhülés
1964-ben Brezsnyev idejében már csak csekély számú letartóztatás történt; 1965-ben megszüntették a száműzetésről szóló ítéletet, de a tanúk és gyermekeik továbbra is nemkívánatos személyeknek számítottak, csak fizikai munkát vállalhattak és csak elemi iskolát végezhettek.
Sokan Szibériában maradtak prédikálni, de akik elmentek, azokat is követte a KGB róluk kiállított jelentése.
1965-től az iskolákban igyekezték a tanárok lebeszélni a gyermekeket a vallásosságról; rágalmazó előítéleteket keltő propagandafilmeket is alkalmaztak; vagy beépültek gyülekezetekbe. Például, 1968-ban Nikoláj Vicskokot  megbízták, hogy épüljön be, de hamarosan tanúvá vált.
1989-ben már azt is megengedték Jehova Tanúinak, hogy a Varsóban tartott kongresszusukra is ellátogassanak. Az orosz állam elismerte, hogy ez a szervezet nem politikai ambícióktól hajtott, hanem egy sajátos keresztényi világnézetet képviselő szervezet, amely a Bibliára épül.
Mára több mint 300 000 Jehova tanúja él az egykori Szovjetunió országaiban.

## Frederick William Franz elnöksége
1977-től volt elnök. Idősen került hatalomra, így erőtlen volt vezetése. A doktrínákat illetve a szervezési kérdéseket is a Vezető Testület határozta meg, nem pedig egy személy, mint Russell vagy Rutherford idejében. 1992-ben halálával ért véget elnöksége.

## Jehova Tanúi az ezredfordulón

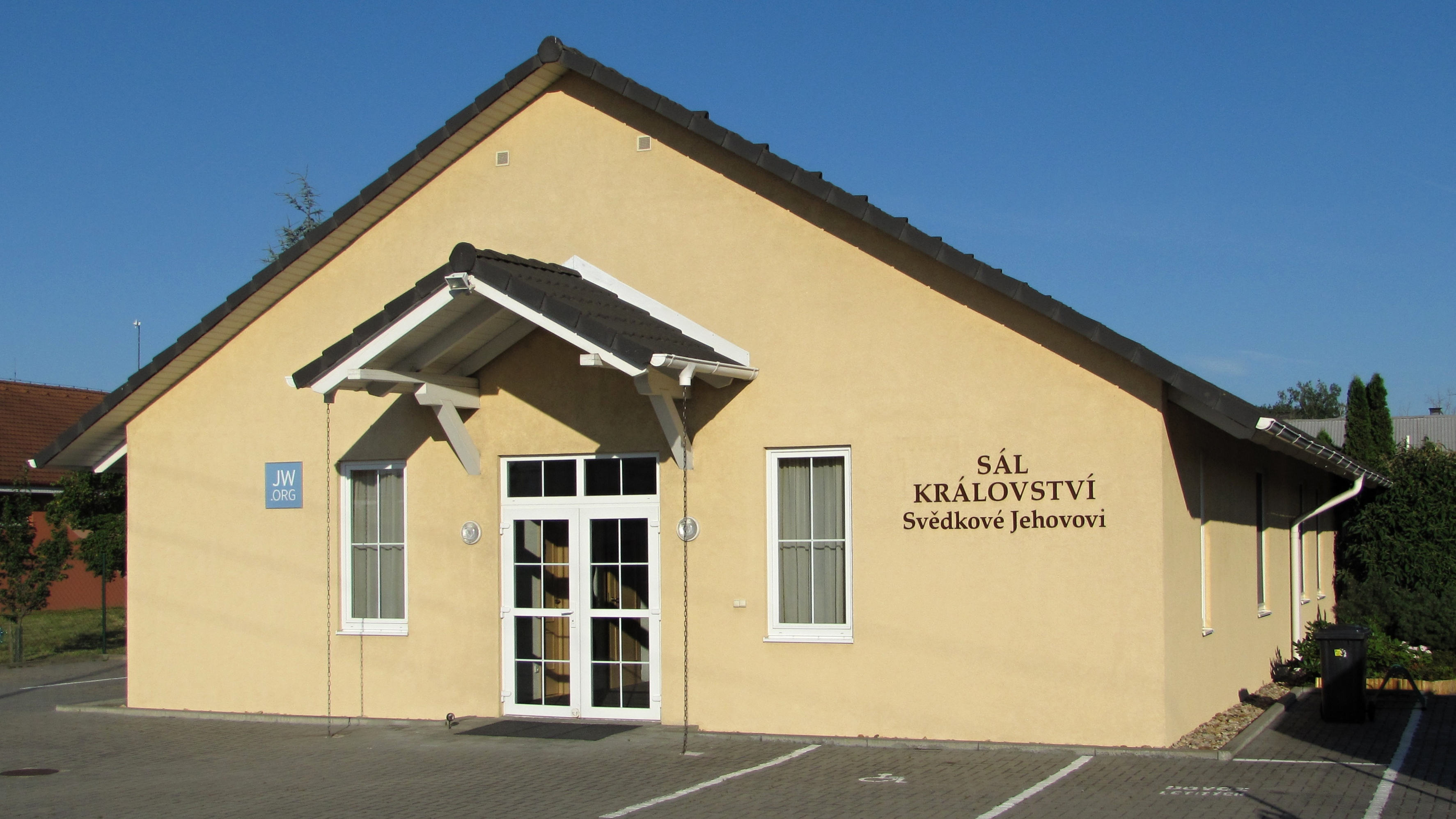
Királyságterem Csehországban

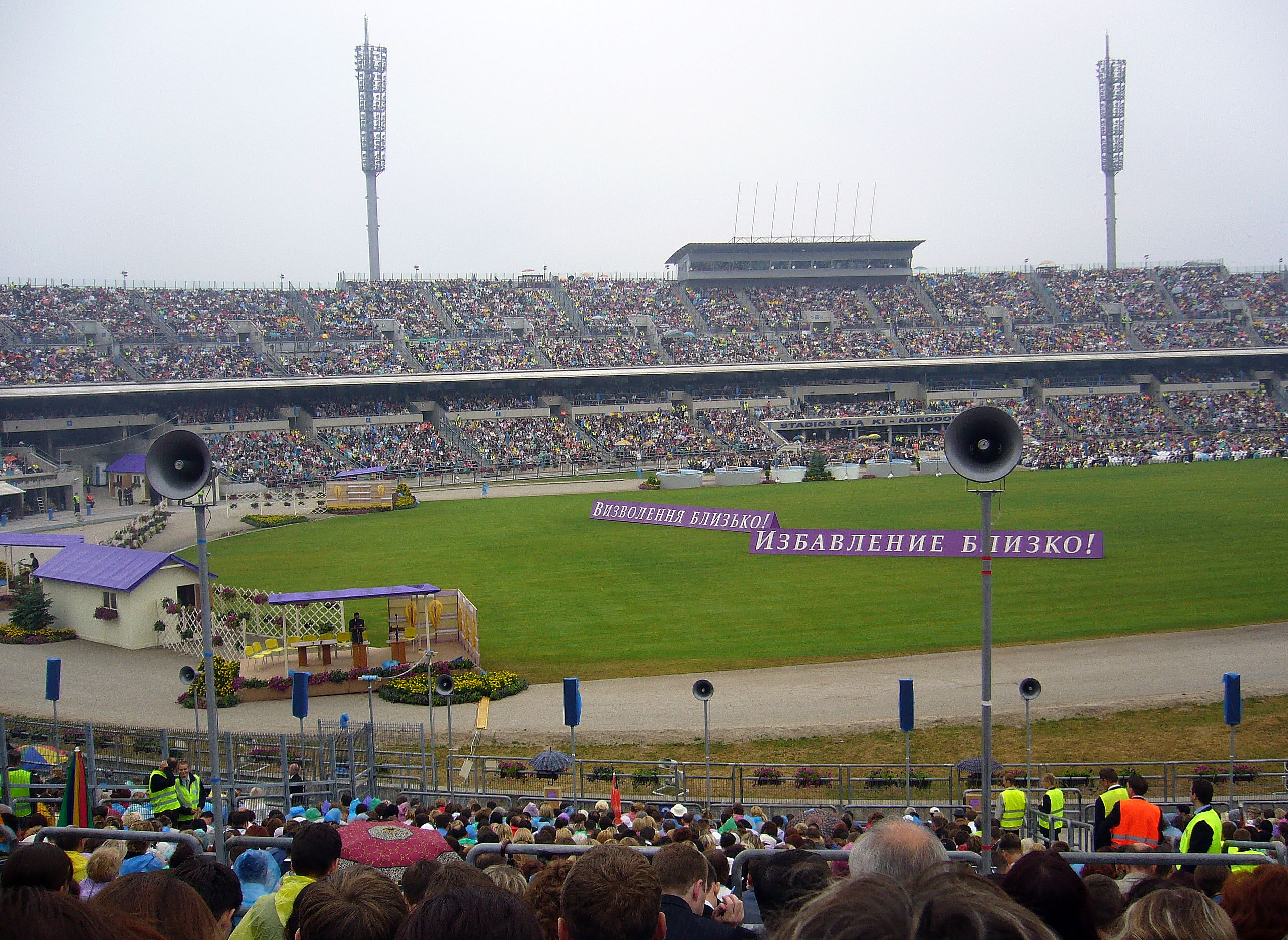
Jehova Tanúi Nemzetközi Kongresszusa Katowicében (Lengyelország), 2006

1992-ben lett elnök Milton George Henschel. Azonban a Vezető Testület szervezeti átalakításokat eszközölt. Úgy határoztak, hogy többé nem maguk közül választják a Szervezet elnökét, csupán a doktrínák kidolgozásával és nem szervezeti kérdésekkel fog a mindenkori Vezető Testület foglalkozni; így Henschel lemondott a Társaság elnökségi címérül, de megmaradt a Vezető Testület elnökének lenni.
2000 végén Don A. Adams lett a Társaság az első olyan elnöke, aki nem tagja a Vezető Testületnek, feladata elsősorban a kivitelezési, jogi és szervezési ügyek megoldása, a felelősségek viselése. Ezzel a döntéssel végleg áthelyezték a hatalmat a Társulat elnökétől a Vezető Testület kezébe a jogi felelősség nélkül. Don A. Adams ma is szervezi a világméretű prédikálás gyakorlati megvalósítását. A legbefolyásosabb személy jelenleg a Vezető Testület Elnöklő Felvigyázója, de a változtatások végrehajtására szüksége van a Szervezet elnökének engedelmességére is – mivel jelenleg (Henschel lemondása óta) két különböző természetes személy tölti be ezeket a pozíciókat.
A Vezető Testület folyamatosan kiigazításokat tesz a doktrínákban, hogy azok ne legyenek ellentmondásosak. Az utóbbi években az egységet hangsúlyozzák kiemelten, mint doktrínát. A világ minden tanújának ugyanúgy kell gondolkodnia a hittételekkel kapcsolatban. 2019-ben közel 8,7 millió Jehova Tanúja van világszerte.

## Jehova Tanúi Magyarországon
Már a huszadik század elején jelentős taglétszámmal rendelkezett. A háborúk és az államszocialista korszak alatt tiltott volt, de végül 1989-ben törvényesen bejegyzett egyház lett. 2019-ben 21 412 hívő követi a tanításait.

## Lásd még
- Jehova Tanúi
- Magyarországi Jehova Tanúi Egyház
- Knocking
- Adventizmus

## Külső hivatkozások
- Jelzések jelentése a német koncentrációs táborokban (angolul)
- Magyar nyelvű google video a JT – részletes történelméről
- Nyilatkozat, melyet ha a Bibliakutatók aláírtak, akkor szabadok lehettek
- Jehova tanúinak üldöztetése a létrejöttük óta
- Az elfelejtett többi öt millió holokauszt-áldozat / Jehova Tanúi
- Sachsenhausenben emlékművet állítanak egy Jehova Tanújának, akit a nácik kivégeztek
- Jehova tanúival történtek időrendi táblázata
- Túlélő: Robert Wagemann
- Néhány tanú szenvedésének rövid története
- Knocking (Kopogtatás) – könyv Jehova tanúi precedens-teremtő harcáról Amerikában a civil jogokért
- Egyesült Államok Holokauszt-emlékmúzeum
- Jehova Tanúi szilárdan állnak a náci támadással szemben ((c) 1997 Watch Tower Bible and Tract Society of Pennsylvania – Watchtower Bible and Tract Society of New York, Inc.).
- Jehova Tanúi hűségesen kitartottak a Szovjetunióban (2003 Watch Tower Bible and Tract Society of Pennsylvania; Faithful Under Trials – Jehovah's Witnesses in the Soviet Union)
- Isten Királysága uralkodik!